# Mayalina
Mayalina is een geslacht van rechtvleugeligen uit de familie Romaleidae. De wetenschappelijke naam van dit geslacht is voor het eerst geldig gepubliceerd in 2012 door Amédégnato, Poulain & Rowell.

## Soorten
Het geslacht Mayalina omvat de volgende soorten:
- Mayalina chajulensis Amédégnato, Poulain & Rowell, 2012
- Mayalina cohni Amédégnato, Poulain & Rowell, 2012
- Mayalina teapensis Amédégnato, Poulain & Rowell, 2012